# Elaeocarpus amabilis
Elaeocarpus amabilis är en tvåhjärtbladig växtart. Elaeocarpus amabilis ingår i släktet Elaeocarpus och familjen Elaeocarpaceae.

## Underarter
Arten delas in i följande underarter:
- E. a. amabilis
- E. a. piorae